# Patty a Selma Bouvierovy
Patty a Selma Bouvierovy jsou fiktivní postavy z amerického animovaného seriálu Simpsonovi. Jsou to jednovaječná dvojčata. V původním znění je namluvila Julie Kavnerová, která také nadabovala jejich sestru Marge. Patty a Selma jsou silné kuřačky a pracují na springfieldském dopravním inspektorátu. Mají silnou nechuť ke svému švagrovi Homeru Simpsonovi, který je rovněž nesnáší. Selma  touží po mužské společnosti a má za sebou několik krátkých, k zániku odsouzených manželství a sama se nabízí, že nějakým způsobem pomůže Marge a Homerovi, protože jim závidí jejich láskyplný vztah; občas se jí dostane soucitné podpory od Homera, který se dokonce vydává za jejího manžela, aby jí pomohl adoptovat dítě. Patty je zpočátku uzavřená lesba, která dodržuje celibát, dokud nezačne chodit se ženami. Kavnerová je namluvila jako postavy, které „ze všeho vysávají život“. Patty a Selma debutovaly v první epizodě Simpsonových Vánoce u Simpsonových, která se vysílala 17. prosince 1989.

## Role vSimpsonových
Patty a Selma, vyskytující se většinou spolu, jsou známé svým charakteristickým chraplavým hlasem, cynickým pohledem na život, zahořklou a nepříjemnou povahou a láskou k cigaretám. Sdílejí byt v bytovém komplexu Spinster City a obě pracují na dopravním inspektorátu. Obě jsou vášnivými, někdy až maniakálními fanynkami televizního seriálu MacGyver. Zdá se, že je tato postava vzrušuje a po každém zhlédnutí seriálu si obě zapálí cigaretu. Když Jay Sherman na radu Homera řekne Patty a Selmě, že MacGyver je gay, svléknou ho do boxerek a pověsí ho na okap. V předvečer Selminy svatby Levák Bob urazí MacGyvera, a svatba je v důsledku toho téměř zrušena. Selma a Patty se jednou setkaly s hercem, který MacGyvera ztvárnil, Richardem Deanem Andersonem, a unesly ho. Dvojčata spolu rovněž podnikla mnoho dovolených na různých místech včetně Československa a Mrtvého moře, kde se Selma potopila na dno, když se pokusila plavat na zádech. Z dovolených si přivezly domů také „suvenýry“, včetně povlaku na polštář plného mušlí z výletu do Sulfur Bay, který donutily rodinu, aby jim pomohla vyčistit a uspořádat. 
Patty a Selma mají silnou, oboustrannou nechuť ke svému švagrovi Homerovi. Litují, že Marge dala přednost Homerovi před svým bývalým přítelem Artiem Ziffem, a neúspěšně se snaží pomoci Artiemu získat ji zpět. Marge však dá sestrám jasně najevo, že Homera miluje a že nemohou udělat nic, aby změnily její názor. Homer se k nim z úcty k Marge obvykle snaží chovat zdvořile, ale Patty a Selma neskrývají, že jím pohrdají. Když Homera postihne infarkt, projeví jen malý zájem. Zatímco podstupuje operaci bypassu, snaží se Marge dohodit úlisného muže jménem Andre. Vlastní náhrobní kámen s nápisem „Homer J. Simpson. Jsme bohatší o to, že jsme ho ztratili“ a používají ho jako konferenční stolek, zapichují špendlíky do vúdú panenky, která vypadá jako Homer, a dokonce si objednají billboard vyzývající voliče, aby Homera vystěhovali ze Springfieldu. Když Homer uvažuje o sebevraždě, povzbuzují ho, aby to udělal, a pak ho shodí z mostu, i když jde ve skutečnosti jen o součást spiknutí obyvatel města, aby Homera přivedli na jeho oslavu překvapení na výletní lodi. V dílu Otto v akci dá Patty také kvůli jejich vzájemné nechuti k Homerovi zfetovanému Ottu Mannovi řidičský průkaz a v dílu Homer versus Patty a Selma ona i Selma úmyslně zkazí Homerovi zkoušku na řidiče limuzíny, ale jejich vítězné kouření je málem stojí práci, dokud nezasáhne právě Homer. Epizoda Nešťastná svatba ukazuje, jak unesou Homera před jeho a Marginou třetí svatbou a uvězní ho ve sklepě v naději, že si Marge najde někoho jiného. Dojaty jeho očividnou oddaností Marge ho nechají jít a zaplatí za jejich svatební obřad, aby se vyhnuly odhalení ze strany Barta a Lízy. Homer je ze své strany považuje za „Úžasnou dvojku“ nebo „Tlusťocha a Smraďocha“ a je potěšen, když se dozví nepravdivou zprávu, že zemřely. 

### Patty Bouvierová
Patricia Maleficent Bouvierová je mladší z dvojice. Navzdory podobnosti mezi ní a Selmou je Patty unavenější než její sestra, zejména ve vztahu ke vztahům. Náznaky její uzavřené sexuality se objevily v některých dřívějších epizodách seriálu, když se zdráhala chodit s ředitelem Skinnerem v epizodě Láska klíčí i v ředitelně. Obecně je Patty k Homerovi nepřátelštější než Selma. Když se však Patty přizná k tomu, že je lesbička, najde v Homerovi překvapivého zastánce (na rozdíl od Marge, která z toho je zprvu překvapená a naštvaná), spolkne svou hrdost a požádá ho, aby provedl její svatební obřad. Společně se také snaží zhatit rodící se vztah mezi Selmou a Homerovým otcem Abem. V dílu Velká knižní loupež se Patty připojí k Homerově skupině, aby jako duch napsala originální fantasy román a také aby zabránila tomu, že jejich román bude knižním nakladatelstvím nahrazen drasticky přepracovanou verzí.

#### Vztahy
Jediným známým vztahem Patty s mužem je ředitel Skinner, který se má na rande naslepo domluveném Homerem zamilovat do Selmy, ale místo toho si všimne jako první Patty a zamiluje se do ní. Nějakou dobu spolu chodí, ačkoli Patty často projevuje známky neochoty například neradostnou mimikou a odmítne jeho nabídku k sňatku s tím, že je Selmě příliš oddaná, než aby ji opustila. Nicméně Skinnera považuje za džentlmena a jejich vztah ukončí slovy: „Dobrou noc, milý řediteli.“. Stejně jako Selma je i Patty dlouhodobě fixovaná na MacGyvera, ačkoli tento aspekt její osobnosti byl v pozdějších epizodách zlehčován. 
Poté, co se Patty přizná k lesbické orientaci, vykřikne: „Bylo to vidět z vesmíru!“. Již dříve se objevilo mnoho náznaků její sexuality: je viděna, jak navštěvuje burleskní dům, vykřikne „Tady je poslední přetrvávající nitka mé heterosexuality.“, když viděla Homera nahého, či je viděna, jak se schovává ve skříni se Smithersem na průvodu během průvodu homosexuálů. V další narážce na Pattyinu zjevnou sexualitu Homer sarkasticky zavtipkuje: „Tady máš další bombu, Marge: Mám rád pivo!“, když byla Marge tímto odhalením šokována. 
Patty se dvoří řádnému profesorovi z Yaleovy univerzity, který ji odvedl od manžela, a také ji přitahuje Edna Krabappelová. První vážný vztah se ženou má Patty v epizodě Svatby podle Homera s Veronikou, profesionální golfistkou. Později je během Pattyiny svatby odhaleno, že Veronika je ve skutečnosti převlečený muž. Další Pattyin vážný vztah se ženou je s Evelyn, která se v dílu Žijeme la pura vida během výletu na Kostariku rychle sblíží s Homerem kvůli podobným vlastnostem. Když Marge poukáže na to, že Evelyn výlet kazí a je ženskou verzí Homera, zděšená Patty se s ní rozejde. Jakmile se však zkroušená Marge Patty omluví a ujistí ji, že rozdíl mezi Homerem a Evelyn je v tom, že ji Evelyn opravdu miluje, Patty se rozhodne s Evelyn usmířit.

### Selma Bouvierová
Selma Bouvierová, celým jménem Selma Bouvierová-Terwilligerová-Hutzová-McClureová-Discothèqueová-Simpsonová-D'Amicová, je o dvě minuty starší než Patty. Podle Marge má Selma „ráda filmy Policejní akademie, figurky Hummel a procházky parkem za jasných podzimních dnů“. Na rozdíl od svého dvojčete Selma touží po mužské společnosti a dětech. Je jí také oproti Patty o něco sympatičtější Homer. Selma pomáhá dát dohromady Homera a Marge poté, co vidí, jak je Marge bez něj rozrušená, a to i přes dohodu s Patty, že jí nic neřekne. Homer s ní soucítí, když se zhroutí po katastrofálním výletu do Duffylandu s Bartem a Lízou a poznamená: „Dneska jsem to prostě nezvládla.“, čímž naráží na výchovu dětí. Homer také souhlasí, že se bude vydávat za Selminu manželku, aby jí v dílu Čínskej nášup pomohl adoptovat dítě z Číny.
Selma, která nemůže najít společnost u muže, se také snaží mít děti. V jednu chvíli uvažuje o využití dárce spermatu, což Homer mylně považuje za to, že Selma bude mít sex s robotem. Poté, co jednou hlídá Barta a Lízu, si uvědomí, že není připravena mít děti, a nakonec adoptuje Jub-Juba, domácího leguána své zesnulé tety Gladys. Později adoptuje čínskou holčičku Ling. Během procesu adopce Selma předstírá, že je vdaná za Homera, protože čínská vláda povoluje adopci dětí pouze manželským párům. Poté, co je podvod odhalen, se Selmě podaří dítě si ponechat, protože čínská hodnostářka , kterou také vychovával svobodný rodič, s ní zanea soucítit. 

#### Vztahy
Přestože jsou Patty a Selma jednovaječná dvojčata, mají velmi rozdílné výsledky, pokud jde o hledání partnerů. Selma aktivně hledá manžela a byla provdána za šest různých mužů. Její jméno se vyvinulo v Selmu Bouvierovou-Terwilligerovou-Hutzovou-McClureovou-Discothèqueovou-Simpsonovou-D'Amicovou. Její první manželství s Levákem Bobem skončí, když jeho plán na její zabití zmaří Bart. Po manželství s Lionelem Hutzem začne chodit s Troyem McClurem. Vezmou se, ale brzy zjistí, že je to jen přetvářka, jež měla podpořit jeho skomírající kariéru. Další neokázalé manželství je s Disco Stuem, které bylo zrušeno papežem. Nějakou dobu chodí ke zděšení Homera a Patty s Abem Simpsonem. Jejím posledním manželem je Tlustý Tony D'Amico, přestože ten už v době jejich svatby byl ženatý.

## Postava

### Vytvoření
Tvůrce seriálu Matt Groening řekl, že navrhl, aby Kavnerová namluvila Patty a Selmu jako postavy, které „vysávají život ze všeho“. Al Jean uvedl, že Kavnerová má Pattyin hlas více mužský, zatímco Selmin hlas je o něco sladší.

### Vývoj
V epizodě Svatby podle Homera z roku 2005 v 16. řadě se ukázalo, že Patty je lesbička, a stala se tak první otevřeně homosexuální postavou v seriálu. Groening uvedl, že štáb chtěl Patty ukázat jako homosexuálku, protože její vykreslení jako „láskou vyhladovělé staré panny (…) působilo v seriálu staře“. Již dříve se objevily náznaky o Pattyině orientaci. Například v epizodě 13. řady Sdrátovaná čelist je na springfieldském průvodu homosexuálů, ačkoli byl slyšet pouze její hlas a nebyla vidět.
Podle publikací Zeek: A Jewish Journal of Thought and Culture a Value War: Public Opinion and the Politics of Gay Rights to byl právě kontroverzní lesbický výstup hlavní postavy (kterou hrála Ellen DeGeneresová) v sitcomu Ellen v roce 1997, který připravil půdu pro Pattyino přihlášení se k homosexualitě v dílu Svatby podle Homera, stejně jako pro mnoho dalších homosexuálních postav v jiných televizních pořadech. Jim Elledge ve své knize Queers in American Popular Culture poznamenal, že je možné, že štáb Simpsonových vybral Patty jako homosexuálku místo mužské postavy, protože lesby byly v televizi „tradičně považovány za přijatelnější“. Patty se však „nedržela erotizované mužské lesbické fantazie ani nezapadala do zamilované asexuální podoby komediální lesbičky“, která byla dříve k vidění v pořadech, jako je Ellen. Místo toho je Patty „hrubá, neomalená a nestydí se deklarovat své sexuální preference“, což ji podle Elledge mohlo učinit pro některé diváky nepřijatelnou.
Již dlouho před odvysíláním epizody v roce 2005 bylo oznámeno, že se během ní hlavní postava přizná k homosexualitě. Mezi fanoušky seriálu se vedla široká debata o tom, kdo bude touto postavou. Mnoho fanoušků i médií Patty podezřívalo, protože v seriálu nebyla často viděna, jak chodí s muži. Bulvární deník The Sun již v září 2004 prozradil, že postava, která se přizná, je Patty, ačkoli to bylo považováno za fámu a výkonný producent Simpsonových Al Jean to nechtěl potvrdit. Sázkové kanceláře ve Spojených státech a Velké Británii přijímaly sázky na to, která postava bude odhalena jako homosexuální – BetUS vypsal kurz 4 : 5, že to bude Patty, zatímco na Smitherse byl kurz 4 : 1 a na Neda Flanderse 15 : 1. BetUS uvedl, že sázkaři na jeho webových stránkách uzavřeli více než 900 sázek na toto téma. Podle listu The Baltimore Sun další sázková kancelář Paddy Power „přestala přijímat sázky, protože na (Patty) bylo vsazeno moc peněz“.